# Résolution 2493 du Conseil de sécurité des Nations unies
Membres permanents
- Chine
- États-Unis
- France
- Royaume-Uni
- Russie

Membres non permanents
- Afrique du Sud
- Allemagne
- Belgique
- Côte d'Ivoire
- Guinée équatoriale
- Indonésie
- Koweït
- Pérou
- Pologne
- République dominicaine

Résolution no 2492 Résolution no 2494
La résolution 2493 du Conseil de sécurité des Nations unies a été adoptée à l’unanimité le 29 octobre 2019. C’est une résolution thématique traitant du sujet des femmes, de la paix et de la sécurité qui appelle à l’exécution pleine et entière des résolutions précédemment adoptées par le Conseil de sécurité, demande à l’ONU d’élaborer des approches contextuelles pour la participation des femmes à tous les processus de paix soutenus par les Nations unies, et exhorte les États membres à garantir et à fournir un soutien opportun à la participation pleine, égale et significative des femmes à toutes les étapes des processus de paix, y-compris au sein des mécanismes pour la mises en œuvre et la surveillance des accords de paix.
La résolution sollicite également davantage d’informations sur les avancées et les retards de l’agenda « femmes, paix et sécurité » et sur de futurs défis. Elle a été présentée par l’Afrique du Sud, qui présidait le Conseil de sécurité pour le mois d’octobre 2019,.

## Résolution
Le Conseil de sécurité rappelle en préambule la nécessité de voir s’appliquer toute ses résolutions précédentes sur le sujet des femmes, de la paix et de la sécurité, dans leur intégralité et dans toute leur complémentarité, à savoir la résolution 1325 (2000), 1820 (2008), 1888 (2009), 1889 (2009), 1960 (2010), 2106 (2013), 2122 (2013), 2242 (2015), et 2467 (2019).
Elle dresse le constat de la faible participation des femmes au processus de paix et demande donc instamment la « participation pleine et véritable des femmes, sur un pied d’égalité, à toutes les étapes des processus de paix, notamment en prenant systématiquement en considération les questions de genre », la formulation normative la plus ambitieuse jusqu’alors. Elle demande à l’ONU de développer des approches contextuelles pour une meilleure prise en compte des problématiques de l’agenda « femmes, paix et sécurité » au sein des processus de paix soutenus par les Nations unies.
La résolution insiste également sur le rôle des organisations régionales et sous-régionales pour la mise en œuvre de l’agenda « femmes, paix et sécurité ». Elle les engage à suivre à processus en trois étapes : l’organisation de rencontres avec les gouvernements et représentants nationaux et les acteurs de la société civile afin de dresser un bilan de l’application des résolutions précédentes, l’identification d’« étapes concrètes et mesurables » pour la mise en œuvre complète de l’agenda, et enfin la présentation des fruits de ce processus lors du débat ouvert annuel devant le Conseil de sécurité, dans la perspective du vingtième anniversaire de la résolution 1325.

À la suite de négociations, la résolution contient aussi une référence indirecte aux personnes qui défendent les droits fondamentaux et à la nécessité de les protéger: 

« Engage vivement les États membres à mettre en place des conditions sûres qui permettront à la société civile, notamment aux femmes qui, à titre formel ou informel, exercent des responsabilités au niveau local, aux femmes qui œuvrent pour la paix, aux acteurs politiques et aux acteurs qui protègent et promeuvent les droits de l’homme, de mener leurs activités de manière indépendante et à l’abri de toute ingérence indue, y compris dans les situations de conflit armé, et de prendre des mesures face aux menaces, aux actes de harcèlement, aux violences et aux discours de haine à leur encontre »

Le Conseil prend note des recommandations opérationnelle du secrétaire général à l’approche du vingtième anniversaire de la première résolution sur les femmes, la paix et la sécurité (résolution 1325 (2000)) et celles du groupe informel d’expert sur la question, créé en vertu de la résolution 2242 (2015).

## Adoption
Le 29 octobre s’est tenu un débat ouvert au sein du Conseil de sécurité, présidé par l’Afrique du Sud, intitulé « Vers une mise en œuvre réussie du programme pour les femmes, la paix et la sécurité : passer des engagements aux réalisations en prévision de la commémoration du vingtième anniversaire de la résolution 1325 (2000) du Conseil de sécurité ». Le débat public a été suspendu et a repris le 4 novembre sous présidence britannique. Le 29 octobre, ont pris la parole : le secrétaire général António Guterres, la directrice exécutive d’ONU Femmes, Phumzile Mlambo-Ngcuka, et l’envoyée spéciale de l’Union africaine pour les femmes, la paix et la sécurité, Bineta Diop ; suivis par deux intervenants de la société civile, Lina Ekomo de FEMWISE (Réseau des femmes africaines pour la prévention des conflits et la médiation) et l’activiste soudanais Alaa Salah pour le Groupe de tavail des ONG sur les femmes.
Tout comme lors des négociations de la résolution 2467 (2019), les États-Unis ont démontré leur forte opposition à la notion de « santé sexuelle et procréative », ainsi qu’aux renvoies et références, y-compris en préambule, aux résolutions antérieures comportant de telles mentions. Ils ne sont cependant pas parvenus à faire disparaitre le premier paragraphe du préambule qui réitère que le Conseil de sécurité entend que l’application de l’intégralité de toutes ses résolutions précédentes, explicitement énumérées, se poursuive et se fasse « dans toute leur complémentarité ».
Bien que la fédération de Russie et la république populaire de Chine aient voté en faveur de l’adoption de la résolution, elles avaient manifestées toutes deux leur hostilités quant au rôle du groupe informel d’experts créé en vertu de la résolution 2242 (2015), la première l’estimant « politisé » et la seconde comme un organe non-officiel du Conseil dont les décisions ne seraient, par conséquent, pas contraignantes ni juridiquement ni moralement. La production annuelle d’un rapport par la présidence du groupe informel d’experts, relatif à la mise en œuvre des recommandations dudit groupe (une proposition du secrétaire général dans son rapport sur les femmes, la paix et la sécurité) a également été abandonnée.
De surcroît, ces deux États étaient opposés à certaines formulations relatives à la protection des droits fondamentaux, la Russie déclarant que la résolution était « sursaturée de questions de protection et de promotion des droits de l'homme ». La Chine avaient enfin émis de fortes réticences sur le rôle de la société civile.
Le Royaume-Uni a insisté dans sa déclaration après le vote sur la nécessité d’une mise en œuvre « complète » de l’agenda « femme, paix et sécurité » et a, tout comme la Belgique et la France, regretté l’absence de mention explicite des défenseurs des droits humains. Cette dernière a également regretté que « le Conseil demeure silencieux sur la question cruciale de la santé et des droits sexuels et procréatifs ».
L’Afrique du Sud, qui a présenté la résolution, a toutefois salué le « retour du consensus » alors qu’elle avait mis le Conseil au défi de « démontrer une transition discernable entre la rhétorique et la réalité ».

## Voir également
- ONU Femmes
- Résolution 1325 du Conseil de sécurité des Nations unies